# Proto-Indo-Iraanse taal
Het Proto-Indo-Iraans ontstond ongeveer 7000 jaar geleden uit het Proto-Indo-Europees.
Door migratie vanuit Aryavarta, het mythische oorsprongsland in Centraal-Azië, ontstonden hieruit de Indo-Iraanse talen als het Vedisch Sanskriet en het Oud-Perzisch. 
Uit het Sanskriet kwamen de Prakrit-talen voort, die later weer evolueerden tot de middeleeuwse Noord-Indiase talen en later de moderne Noord-Indiase talen zoals het Hindi, Bengali en Urdu. Uit het Oud-Perzisch ontstonden het moderne Farsi en het Koerdisch.